# Bored to Death
Bored to Death é uma série de televisão americana de comédia, que teve sua estréia nos Estados Unidos no canal HBO no dia 20 de setembro de 2009. Criada por Jonathan Ames, a série mostra a vida de um escritor chamado Jonathan Ames (Jason Schwartzman), nascido no Brooklyn, que, após ser rejeitado pela namorada, passa a trabalhar como um detetive pessoal não-licenciado nas horas vagas, para provar a si que é corajoso. As propagandas descrevem Bored to Death como uma "comédia Noir-otic".
Também participam da série Zach Galifianakis e Ted Danson, como melhores amigos de Jonathan.
A série é exibida aos domingos às 21:30, nos Estados Unidos. Bored to Death estreou no Brasil em 22 de novembro de 2009, no HBO Brasil. Foi cancelada em 20 de dezembro de 2011.